# Djuptjärnen (Fjällsjö socken, Ångermanland)
Djuptjärnen är en sjö i Strömsunds kommun i Ångermanland och ingår i Ångermanälvens huvudavrinningsområde. Sjön har en area på 0,262 kvadratkilometer och ligger 213,2 meter över havet.

## Delavrinningsområde
Djuptjärnen ingår i det delavrinningsområde (708154-153270) som SMHI kallar för Utloppet av Djuptjärnen. Medelhöjden är 264 meter över havet och ytan är 2,3 kvadratkilometer. Räknas de 4 avrinningsområdena uppströms in blir den ackumulerade arean 11,1 kvadratkilometer. Vattendraget som avvattnar avrinningsområdet har biflödesordning 4, vilket innebär att vattnet flödar genom totalt 4 vattendrag innan det når havet efter 152 kilometer. Avrinningsområdet består mestadels av skog (76 procent). Avrinningsområdet har 0,25 kvadratkilometer vattenytor vilket ger det en sjöprocent på 11 procent.